# إينا (مشغل وسائط)
إينا (يُكتب: IINA، يُنطق: /ˈiːnə/ ) هو برنامج مُشغِّل وسائط حُرٌّ ومفتوح المصدر، مُسندٌ إلى إم بي في [الإنجليزية] ومكتوب بلُغة سويفت لنظام ماك أو إس. تمَّ إصداره بمُوجب رُخصة جنو العمومية العامَّة، الإصدار 3 (GPLv3).

## روابط خارجية
- الموقع الرسمي